# Ульїще
Ульїще (рос. Ульище) — селище в Кулебацькому міському окрузі Нижньогородської області Російської Федерації.
Населення становить 74 особи. Входить до складу муніципального утворення Міський округ місто Кулебаки.

## Історія
Раніше населений пункт належав до ліквідованого 2015 року Кулебацького району. До 2015 року входило до складу муніципального утворення місто Кулебаки.

## Населення
| 2002 | 2010 | 2011 | 2012 | 2013 | 2014 |
| ---- | ---- | ---- | ---- | ---- | ---- |
| 130  | ↘80  | →80  | ↗81  | ↘76  | ↘74  |